# Dolgelin
Dolgelin è una frazione del comune tedesco di Lindendorf, nel Land del Brandeburgo.

## Storia
Il 26 ottobre 2003 il comune di Dolgelin venne soppresso e fuso con i comuni di Libbenichen, Neu Mahlisch e Sachsendorf, formando il nuovo comune di Lindendorf.

## Monumenti e luoghi d'interesse
Chiesa (Dorfkirche)Edificio in pietra eretto a fine Duecento, in rovina dal 1945.